# Грузовик (фильм)
«Грузовик» (англ. Road Kill) — мистический фильм 2009 года режиссёра Дина Фрэнсиса. Оригинальное «Road Kill», которое переводится, как «Дорожное убийство», является названием из американского проката. Оригинальное название австралийского проката — «Автопоезд» (англ. Road Train)

## Сюжет
Лучшие друзья Маркус и Крейг, их подруги Нина и Лиз отправляются в путешествие в глубь Австралии. Между персонажами поддерживаются дружеские отношения, но есть некоторые не урегулированные вопросы между ними. На дороге они сталкиваются с автопоездом, казалось бы охотившимся на них. Грузовик «подходит» сзади и врезается в джип Маркуса, который на тот момент вёл Крейг. Маркусу, Лиз и Нине удаётся вырваться невредимыми, но Крейг сломал руку. Их автомобиль разбит, Маркус и Лиз ищут помощи со стороны водителя грузовика, который остановился на некотором расстоянии вверх по дороге, но его кабина оказывается пустой.
Ребята начинают волноваться, затем подходят Нина и Крейг. Крейгу не по себе, и он видит бюст Цербера (трехглавый пес, охраняющий вход в ад). Внезапно все четверо слышат далёкие выстрелы, а затем к ним бежит и стреляет человек, очевидно, водитель грузовика. Не имея времени, чтобы обсудить свои действия, друзья садятся в грузовик и уезжают.
Включившееся грузовое радио, которое усыпляет всех четверых, после чего грузовик сворачивает в сторону и забирается на холм. К счастью, Лиз вовремя открывает глаза и начинает кричать, тем самым предотвратив ужасное столкновение с кучей огромных камней, однако грузовик оказывается в ловушке, так как развернуться в том месте невозможно. Они начинают ссориться, но Маркус думает, что всё-таки сможет развернуть грузовик, но у него ничего не выходит, так как грузовик даже не заводится. Лиз утверждает, что по дороге видела домик. Она с Маркусом отправляется на его поиски, а Нина остаётся с Крейгом. Нина обнаруживает, что грузовые топливные баки пусты и в них никогда ничего не было. Она смотрит на прицепы и находит большую трубу, висящую под трейлером, наполненную таинственной красной слизью. Крейг, измученный видениями Цербера, находит ключ к прицепам в задней части кабины. Он входит в задний трейлер, и дверь за ним закрывается. Нина, обнаруживая грузовую кабину пустой, ищет Крейга в пустыне.
У Маркуса и Лиз возникают разногласия, и они решают разделиться. Лиз отправляется в пустыню в поисках лачуги, в то время как Маркус остаётся на дороге. Водитель грузовика бежит на Маркуса, чтобы узнать, куда они дели его грузовик. После недолгой борьбы Маркус стреляет в водителя и забирает пистолет. Лиз всё-таки находит лачугу, но она оказывается заросшей и давно заброшенной. У неё совсем не осталось воды и она находит железные банки, в которых содержится таинственная красная слизь. Отчаянно нуждаясь в воде, она пьёт эту слизь, затем находит обувь и обнаруживает внутри человеческую ногу, паникует и возвращается обратно к грузовику. Там она обнаруживает только Нину. Маркус и Крейг предположительно мертвы. Девочки очень устали и у них совсем закончились припасы воды, и они решают не искать Маркуса и Крейга, а выбираться самим. На этот раз грузовик заводится. К ним прибегает Маркус, который в невменяемом состоянии начинает стрелять по грузовику, затем вытаскивает из него Нину и Лиз. Нина ударяет его по голове разводным ключом. Девочки привязывают Маркуса к клетке, где должна лежать запасная шина. Они снова заводят автопоезд, Нина кладёт пистолет Маркуса себе в сумку.
Крейг выходит из трейлера, и выглядит намного сильнее, чем был раньше. Он видит привязанного Маркуса, который просит его убираться подальше от грузовика, говоря, что «не ты управляешь им, а он управляет тобой». Маркус сожалеет, что убил водителя и чуть не убил девчонок. Крейг развязывает Маркуса, а затем убивает его, после чего утаскивает его тело и сам исчезает. Лиз садится за камень и снова пьёт таинственную красную слизь, тут её находит Крейг, соблазняет и уводит в задний прицеп. Нина выходит из грузовика и видит Крейга, который тоже пытается заманить её в задний прицеп, но Нина не поддаётся и толкает его, запирая прицеп на замок. Оставшись одна, она разворачивает грузовик и едет к главной дороге, затем останавливается. Войдя в первый прицеп, она с ужасом обнаруживает машины, которые дробят человеческие тела и «выдавливают» из них кровь. Это то, чем питается грузовик. Так же она обнаруживает в этой кровавой мясорубке тело Маркуса. В панике она возвращается в кабину и уезжает. Через какое-то время она видит впереди машину, как вдруг включается радио и откуда не возьмись появляются Лиз и Крейг. Крейг берёт под контроль грузовик и наезжает на машину. Нина пытается его остановить, отбивается от Лиз и выбрасывает её из грузовика, из-за чего та умирает. Затем Нина пытается противостоять Крейгу, но тот резко тормозит, и Нина, ударившись о лобовое стекло, теряет сознание.
Когда Нина просыпается, то видит, как Крейг тащит тело Лиз к трейлеру. Крейг снова пытается убедить Нину войти в трейлер, утверждая, что они имеют великолепную возможность. Нина притворяется, что ей это интересно, и опять толкает Крейга в трейлер и пытается убежать. Она убегает в лес, за ней бежит Крейг. Он ловит её, но она успевает схватить пистолет и стреляет в него 4 раза. Крейг умирает.
Нина возвращается к грузовику и видит, что пассажиры машины, на которую они наехали, живы. Она бежит к ним с криками и предупреждениями не садиться в проклятый грузовик, но люди, которые до этого слышали выстрелы, а теперь видят Нину в безумном состоянии, быстро садятся в автопоезд и уезжают. Нина в ужасе смотрит, как грузовик уезжает, чтобы начать новый цикл.

## В ролях
- Боб Морли — Крейг
- Софи Лоу — Нина
- Джорджина Хэйг — Лиз
- Ксавьер Сэмюел — Маркус
- Дэвид Аргу — водитель

## Съёмочная группа
- Режиссёр: Дин Фрэнсис (Dean Francis)
- Сценарий: Клайв Хопкинс (Clive Hopkins)
- Продюсеры: Майкл Робертсон (Michael Robertson)
- Оператор: Карл Робертсон (Carl Robertson)
- Композитор: Рафаэль Мэй (Rafael May)
- Подбор актёров: Ануша Заркеш (Anousha Zarkesh)
- Монтаж: Родриго Баларт (Rodrigo Balart)
- Художник-постановщик: Йен Джобсон (Ian Jobson)
- Художник по костюмам: Хитер Уоллас (Heather Wallace)

## Производство
Майкл Робертсон продюсировал фильм для Screen Australia, Prodigy Movies, The South Australian Film Corporation. Прокатом в Австралии занималась компания Polyphony Entertainment.